# موري تشيكن
موري تشيكن (بالإنجليزية: Maury Chaykin)‏ (و. 1949 – 2010 م) هو ممثل، وممثل تلفزيوني من الولايات المتحدة الأمريكية . ولد في مدينة نيويورك .
توفي في تورونتو، عن عمر يناهز 61 عاماً. بسبب قصور كلوي .

## التعليم
تعلم في جامعة بافالو

## روابط خارجية
- موري تشيكن على موقع IMDb (الإنجليزية)
- موري تشيكن على موقع قاعدة بيانات الأفلام العربية
- موري تشيكن على موقع ألو سيني (الفرنسية)
- موري تشيكن على موقع ميوزك برينز (الإنجليزية)
- موري تشيكن على موقع تيرنر كلاسيك موفيز (الإنجليزية)
- موري تشيكن على موقع أول موفي (الإنجليزية)
- موري تشيكن على موقع قاعدة بيانات الأفلام السويدية (السويدية)
- موري تشيكن على موقع إن إن دي بي (الإنجليزية)
- موري تشيكن على موقع ديسكوغز (الإنجليزية)
- موري تشيكن على موقع قاعدة بيانات الفيلم (الإنجليزية)